# 牛顿·布思
牛顿·布思（Newton Booth，1825年12月30日—1892年7月14日），美国政治家，共和党人，曾任加利福尼亚州州长（1871年-1875年）和美国参议院议员（1875年-1881年）。